# Helen Stevenson Meyner
Helen Day Stevenson Meyner, född 5 mars 1929 i Queens, död 2 november 1997 i Lee County i Florida, var en amerikansk demokratisk politiker. Hon var ledamot av  USA:s representanthus 1975–1979. 
Helen Stevenson utexaminerades 1950 från Colorado College. Hon var verksam inom Röda korset 1950–1952, arbetade som TV-journalist och skrev kolumner. År 1957 gifte hon sig med New Jerseys guvernör Robert B. Meyner.
Meyner besegrades i kongressvalet 1972 av republikanen Joseph J. Maraziti. Hon kandiderade på nytt två år senare, vann valet och omvaldes 1976. I mellanårsvalet i USA 1978 besegrades hon av Jim Courter.